# لوتر ام بارنبرگه
لوتر ام بارنبرگه (به آلمانی: Lutter am Barenberge) یک منطقهٔ مسکونی در آلمان است که در Lutter am Barenberge واقع شده‌است. لوتر ام بارنبرگه ۲٬۴۴۳ نفر جمعیت دارد.